# Финч, Альфред Вильям
Альфред Вильям (Вилли) Финч (фр. Alfred William Finch; 28 ноября 1854[…], Сен-Жосс-тен-Ноде — 28 апреля 1930[…], Хельсинки) — керамист и художник (пуантилизм, неоимпрессионизм). Родившись в Брюсселе в британской семье, он провел большую часть своей творческой жизни в Финляндии.

## Биография и творчество

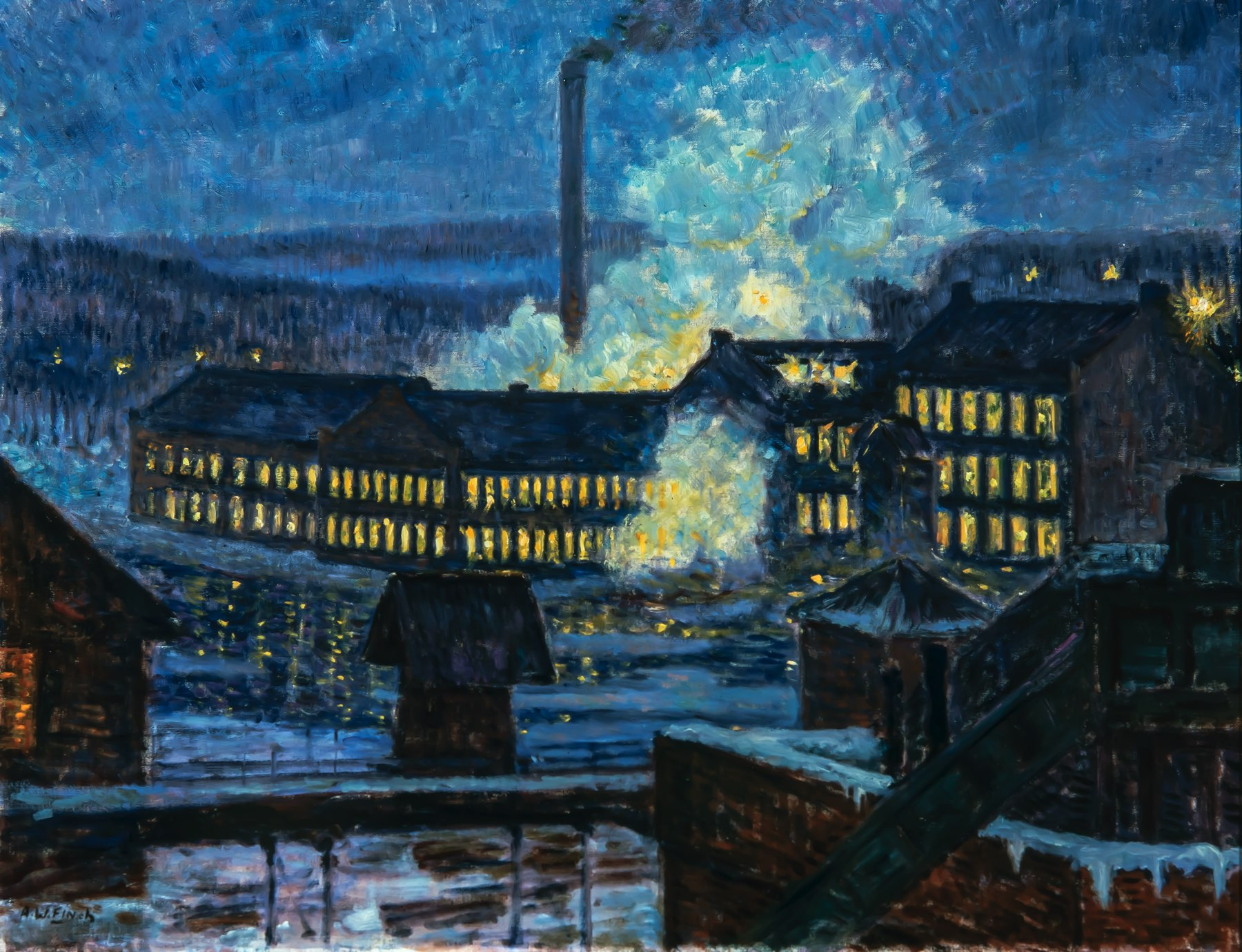
Завод ночью. 1910-е годы. Культурный фонд компании UPM-Kymmene, Финляндия.

Альфред Вильям Финч родился 28 ноября 1854 года в Брюсселе, Бельгия, в британской семье Джозефа Финча (бизнесмена) и Эммы Финч (урожденной Холах). Молодость он провел в Остенде. В возрасте 24 лет, он проучился в течение одного года в Королевской академии изящных искусств в Брюсселе .
28 октября 1883 года он стал одним из основателей группы Les XX, состоявшей из двадцати бельгийских художников, дизайнеров и скульпторов, восставших против преобладающих художественных стандартов и устаревшего академизма. Он был впечатлен работами Жоржа Сёра и Поля Синьяка и изменил свой собственный стиль живописи с более реалистичного подхода на пуантилистический стиль. В последующие годы Финч стал одним из ведущих представителей этого стиля в Бельгии вместе с Тео ван Рейссельберге.
В начале 1890-х Финч переключился с живописи на гончарное дело, когда понял, что не может зарабатывать на жизнь рисованием.
В 1897 году по приглашению графа Луиса Спарре Финч переехал в Порвоо, чтобы возглавить керамическую фабрику «Iris», и повлиял на развитие финского модерна. После закрытия фабрики Финч возобновил карьеру художника.
Финч скончался 28 апреля 1930 года в Хельсинки.

## Галерея

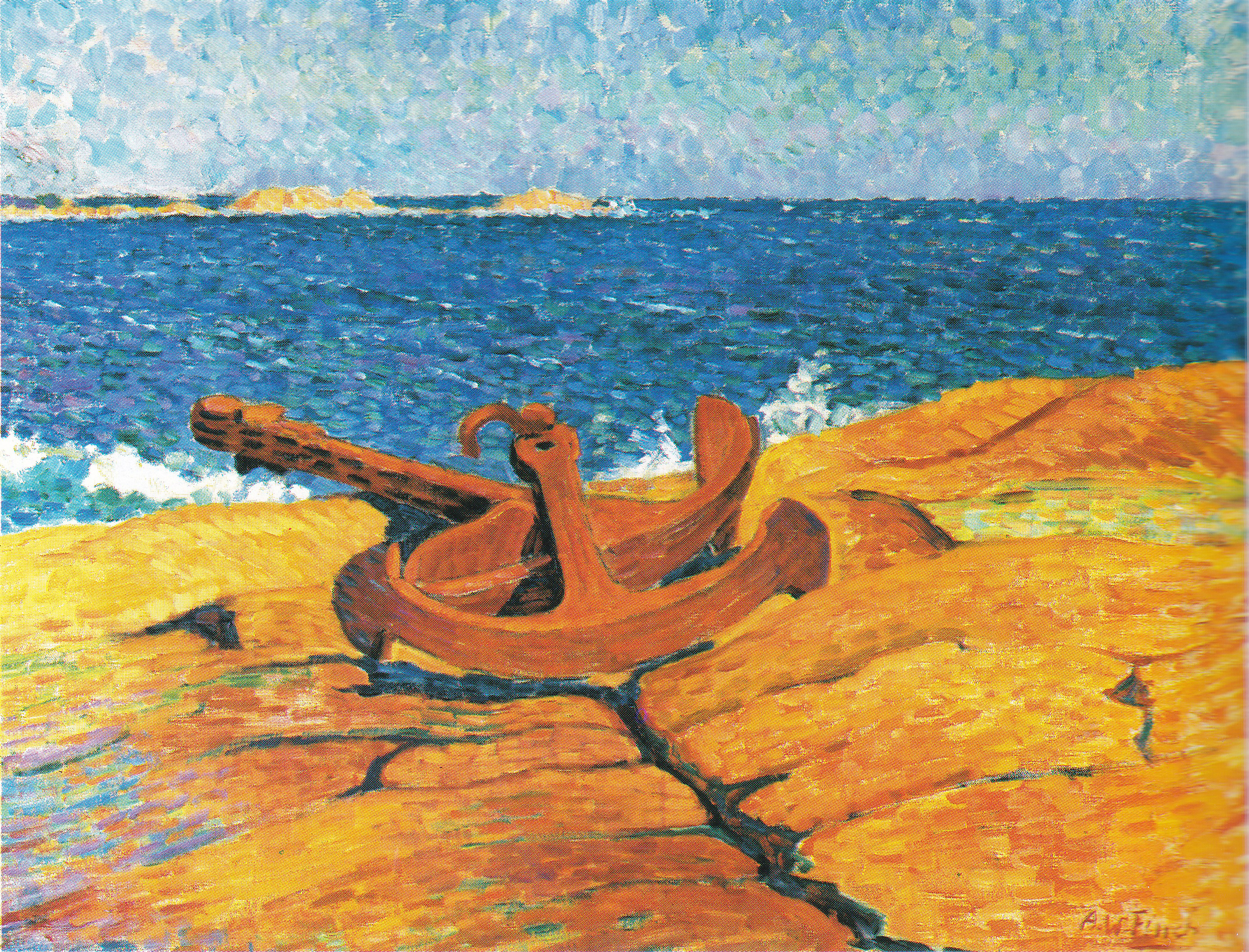
Вид острова Суурсаари, около 1912. Частная коллекция.
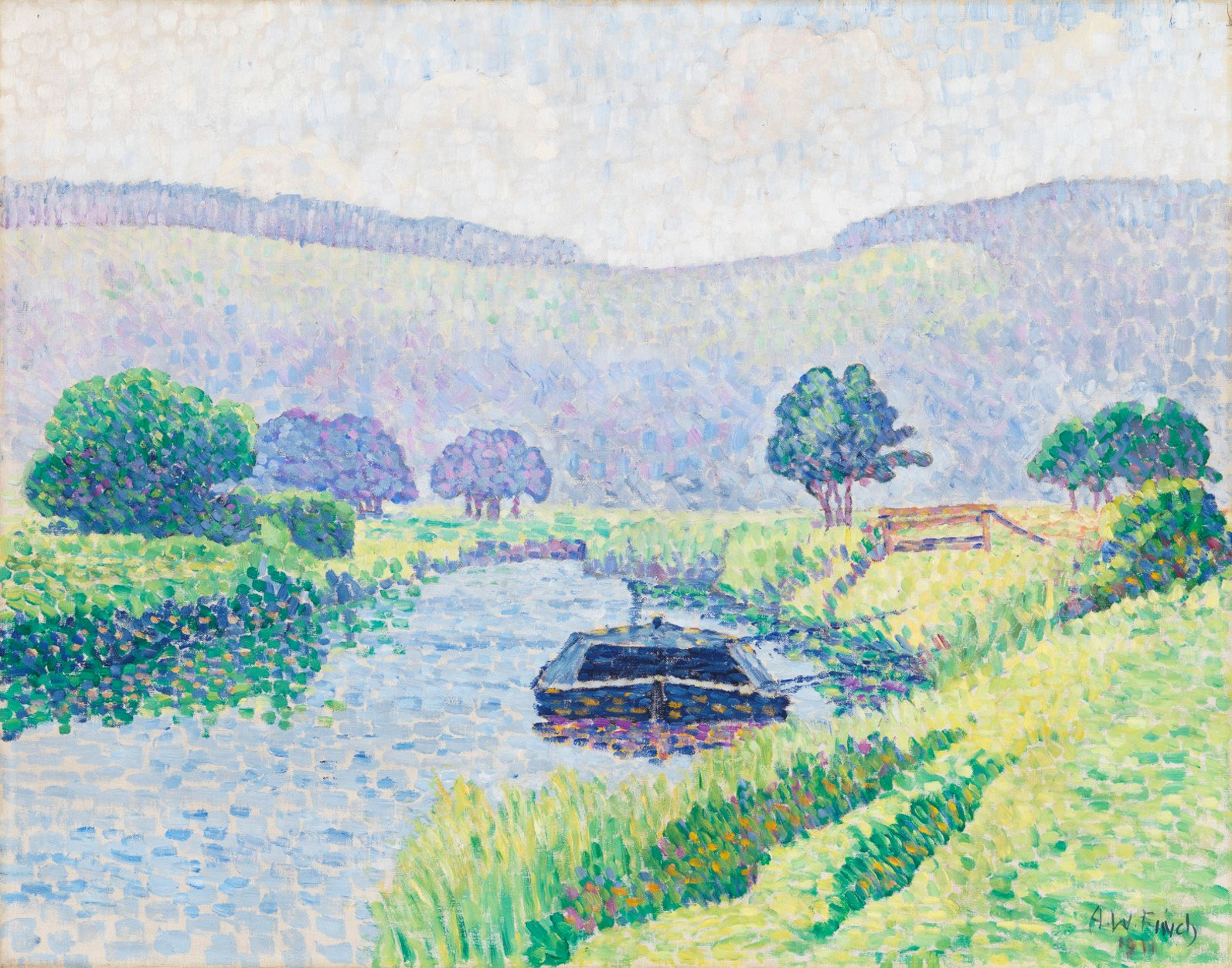
Долина реки, 1911. Финская национальная галерея.
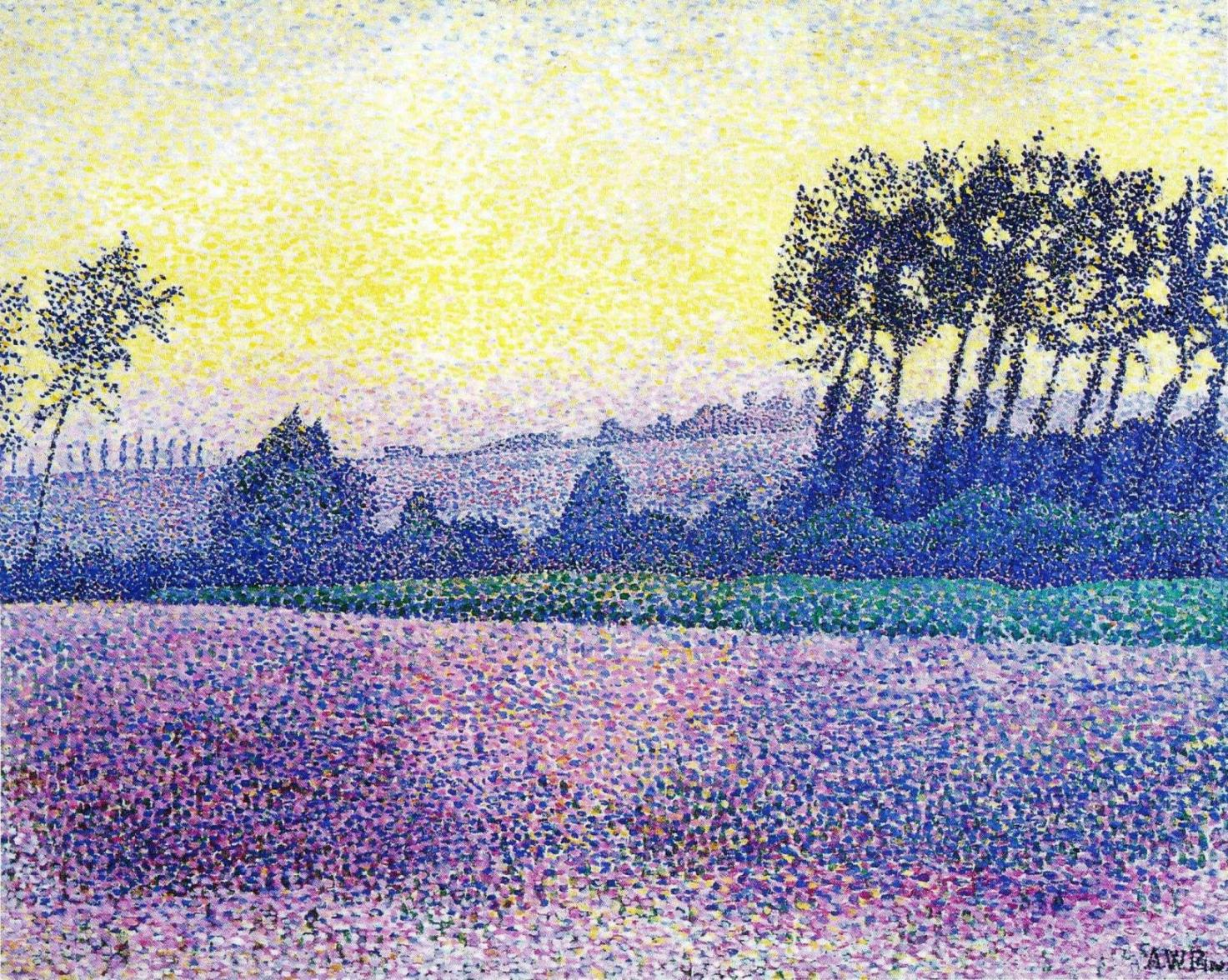
Бельгийский пейзаж на закате, 1892. Художественный музей (Турку).
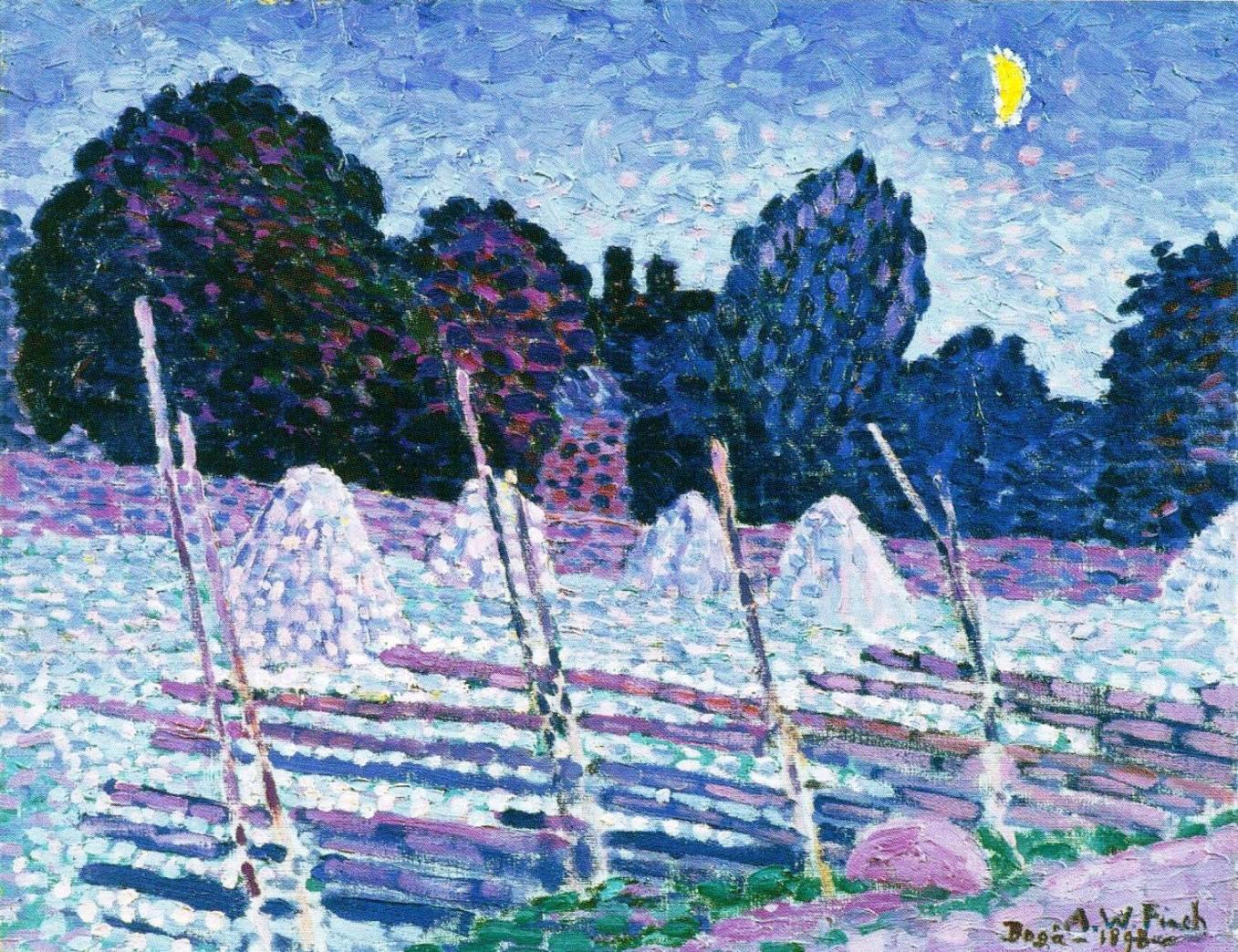
Августовская ночь. Первый известный пейзаж Финча, написанный в Финляндии (неподалёку от Порвоо). 1898, Атенеум (Хельсинки).
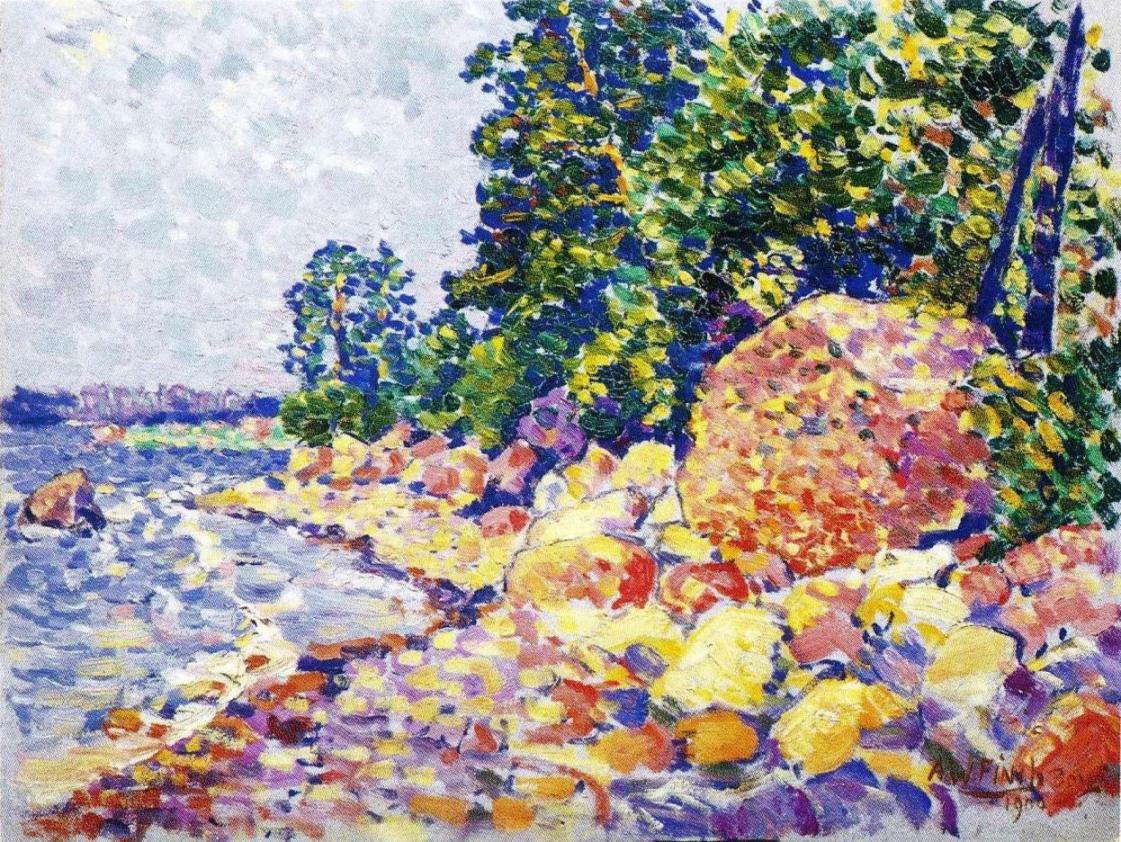
Пейзаж архипелага Порвоо, 1900. Атенеум (Хельсинки).
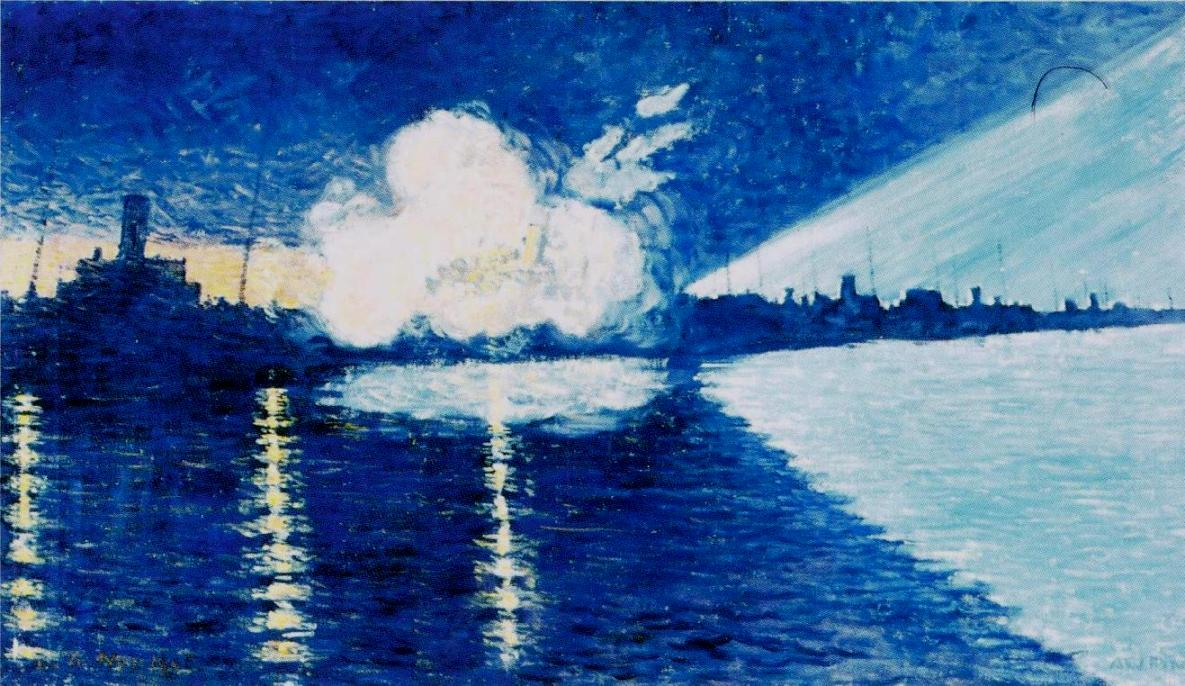
Южная гавань Хельсинки ночью при свете прожекторов, 1905. Частная коллекция.
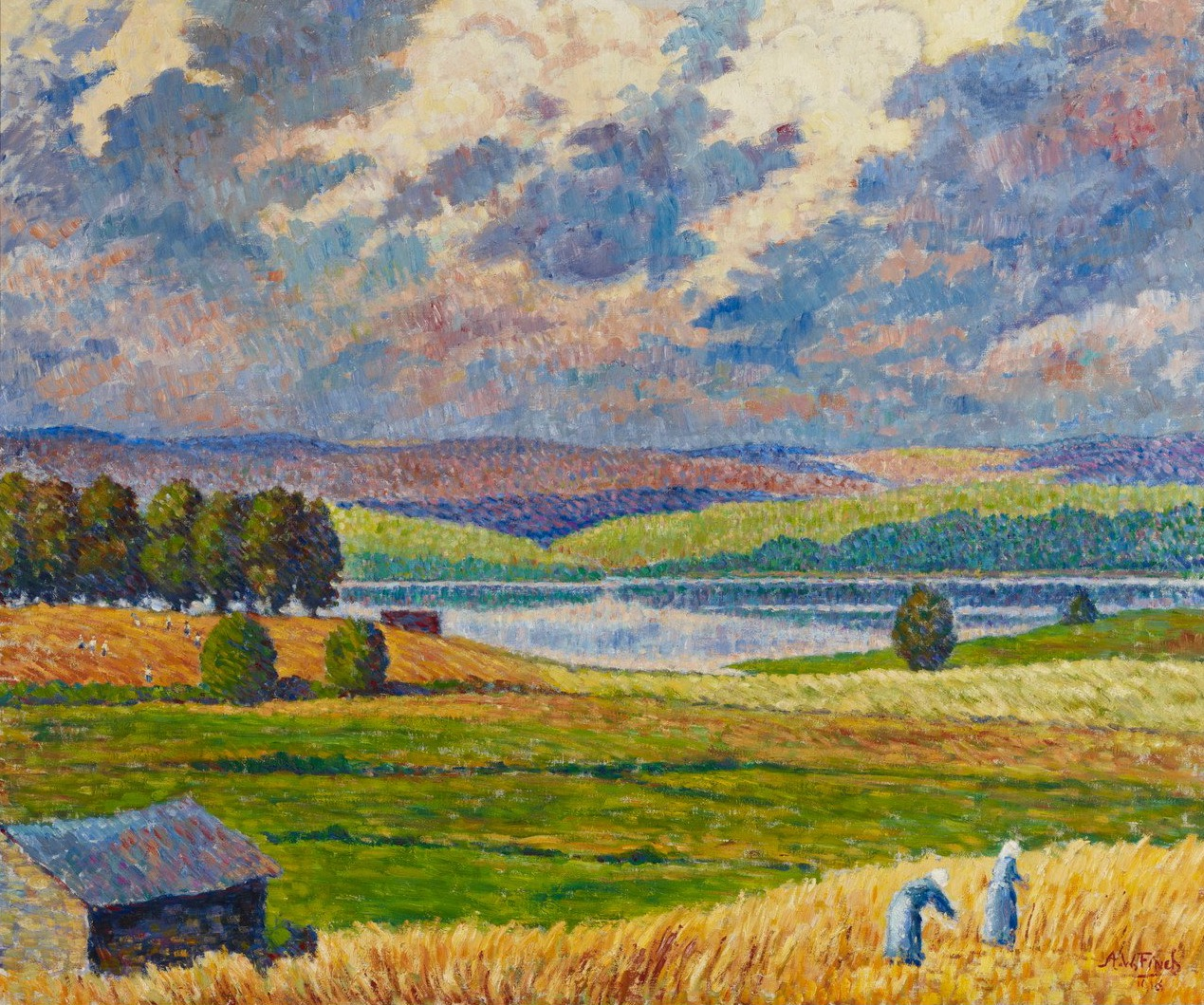
Пейзаж окрестностей Падасйоки, 1918. Финская национальная галерея.